# Affaire Habib Grimzi
L'affaire Habib Grimzi est une affaire criminelle au cours de laquelle, le 14 novembre 1983, Habib Grimzi est assassiné par défenestration du train Bordeaux-Vintimille par trois candidats à l'engagement à la Légion étrangère, pour des motifs racistes. Ce crime de haine s'est produit pendant la Marche pour l'égalité et contre le racisme, qui a fortement été marquée par cette affaire.

## Résumé des faits
Habib Grimzi (aîné d'une fratrie de 13 enfants, né à Tafraoui le 10 mai 1957, agent de sécurité à la Naftal) est un touriste algérien de 26 ans qui achève sa visite à Bordeaux où il était allé voir Florence Dupuy, sa correspondante et amie française. Pour rentrer en Algérie, il prend l'express 343 Bordeaux-Vintimille de 22 h 27.
Vers minuit, trois voyageurs allant à Aubagne passer les tests d'engagement dans la Légion étrangère, Anselmo Elviro-Vidal (26 ans, Espagnol fils d'un officier de l'Armée, torturé lors d'interrogatoires en raison de ses amitiés avec des membres de l'ETA), Marc Béani (20 ans, petit délinquant, fils de pied-noir) et Xavier Blondel (24 ans) se déplacent dans le train. Ivres bien qu'étant surveillés par le caporal-chef recruteur Joseph Logel, passif (il prétendra dormir pendant tout le trajet), ils jettent un œil dans les compartiments.
Elviro-Vidal tombe sur Grimzi qui porte un baladeur, il l'attrape, le jette dans le couloir et le roue de coups. Le contrôleur Vincent Pérez intervient et le change de voiture qu'il ferme à clé, mais les trois reviennent une nouvelle fois et se font ouvrir la voiture par un autre contrôleur, qui n'est pas au courant de l'affaire. Ils l'agressent de nouveau, Béani lui donne deux coups de poignard. Grimzi résiste, hurle, mais les 95 passagers à proximité du drame n'interviennent pas. Il est jeté du train par Elviro-Vidal près de Castelsarrasin à 0 h 20. Constatant l'absence d'Habib Grimzi dans la voiture et remarquant la présence de sang, Vincent Pérez alerte la police lorsque le train arrive à Toulouse. Les différents protagonistes sont arrêtés,.

## Procès
Le procès des trois meurtriers s'est tenu à Montauban, devant la cour d'assises de Tarn-et-Garonne, à partir du 22 janvier 1986. Des manifestations sont organisées par le MRAP et l'Amicale des Algériens en Europe pour protester contre ce crime. Le 25 janvier 1986, Anselmo Elviro-Vidal et Marc Béani ont été condamnés à perpétuité. Des circonstances atténuantes ont été accordées à Xavier Blondel, qui a été condamné à quatorze ans de réclusion criminelle. À la suite d'un vice de forme, Marc Béani a été condamné en 1987, lors d'un deuxième procès, à vingt ans de réclusion par la cour d'assises de la Haute-Garonne. Il a depuis été tué par des codétenus.

## Inspirations et hommages
- Le film Train d'enfer réalisé par Roger Hanin, sorti au cinéma en 1985, a été tourné sur l'affaire.
- L'affaire a aussi inspiré en 1986 le roman Point kilométrique 190 d'Ahmed Kalouaz[6],[7],[8],[9],[10].
- Lahlou Tighremt lui rend hommage dans sa chanson Averrani.
- Jean-Baptiste Harang a écrit un livre Bordeaux - Vintimille, publié en 2013[11].
- Charlélie Couture s'est directement inspiré du drame pour la chanson Jacky, où il tente de se mettre dans l'esprit de l'un des trois bourreaux. Le morceau a été publié sur l'album Solo Boys (1986).
- L'affaire est évoquée dans le film La Marche réalisé par Nabil Ben Yadir (2013) ; elle représente un moment important du film.
- Le groupe Nuclear Device a composé une chanson intitulée Habib Grimzi et qui figure sur l'album Tonnerre à la une ! (1986).